# Hội chứng kháng phospholipid
Hội chứng kháng phospholipid (APS hoặc APLS), là một bệnh tự miễn gây ra tình trạng tăng đông do kháng thể kháng phospholipid. APS kích thích quá trình tạo cục máu đông (huyết khối) ở cả động mạch và tĩnh mạch cũng như biến chứng liên quan đến quá trình mang thai như sẩy thai, chết non, sinh non và tiền sản giật nghiêm trọng. Tiêu chuẩn chẩn đoán bao gồm một triệu chứng lâm sàng (ví dụ huyết khối hoặc biến chứng thai nghén) và hai xét nghiệm kháng thể trong máu cách nhau ít nhất là ba tháng cho thấy có sự hiện diện của một trong hai kháng thể kháng đông lupus hoặc anti-β2-glycoprotein-I (do kháng thể β2-glycoprotein-I là tập con của nhóm kháng thể ant-cardiolipin kháng thể, xét nghiệm kháng thể anti - cardiolipin ít có giá trị đặc hiệu hơn).
Hội chứng kháng phospholipid có thể là nguyên phát hoặc thứ phat. Hội chứng kháng phospholipid nguyên phát xảy ra nếu không có bất kỳ bệnh lý nào liên quan. Hội chứng kháng phospholipid thứ phát xảy ra cùng các bệnh tự miễn khác như lupus đỏ hệ thống (SLE). Trong những trường hợp đặc biệt, APS dẫn đến suy tạng nhanh chóng do hình thành huyết khối này được gọi là "hội chứng kháng phospholipid nguy hiểm" (CAPS hay hội chứng Asherson) và có nguy cơ tử vong cao.
Hội chứng kháng phospholipid cần điều trị bằng thuốc chống đông máu như heparin để giảm thiểu nguy cơ tiếp tục hình thành của huyết khối và cải thiện tiên lượng của trong thời kỳ thai nghén.Warfarin/Coumadin không được sử dụng trong khi mang thai bởi vì không giống như heparin, nó có thể vượt qua hàng rào máu nhau thai và gây quái thai.